# Tìm kiếm tài năng: Vietnam's Got Talent (mùa 4)
Mùa thứ tư của chương trinh Tìm kiếm tài năng: Vietnam's Got Talent được phát sóng trên kênh VTV3 vào lúc 21:10 thứ sáu hằng tuần từ ngày 1 tháng 1 năm 2016 đến ngày 13 tháng 5 năm 2016.
Người chiến thắng của mùa này là tay trống Nguyễn Trọng Nhân (9 tuổi) đến từ Đà Lạt, Lâm Đồng.

## Ban giám khảo và dẫn chương trình
Đối với mùa thi thứ tư, số lượng thành viên trong ban giám khảo đã quay trở lại với con số 3 giống như hai mùa đầu tiên. Trấn Thành và Việt Hương là hai giám khảo hoàn toàn mới được công bố cho mùa thứ tư vào các ngày 1 và 13 tháng 12 năm 2015, trong đó Trấn Thành là vị giám khảo trẻ tuổi nhất xuất hiện trong chương trình. Trong số dàn giám khảo cũ, chỉ duy nhất nhạc sĩ Huy Tuấn tiếp tục góp mặt ở mùa này.
Đối với vòng loại sân khấu của mùa này, mỗi khu vực sẽ có một vị trí dành cho giám khảo khách mời. Ở khu vực miền Bắc có sự xuất hiện của hai giám khảo khách mời là nghệ sĩ Chí Trung và ca sĩ Thanh Lam (trong đó Thanh Lam chỉ làm giám khảo trong tập đầu tiên), trong khi Bằng Kiều là giám khảo khách mời thay thế Việt Hương ở khu vực phía Nam.
Vào cuối tháng 12 năm 2015, người mẫu, diễn viên Diệp Lâm Anh được công bố là người dẫn chương trình cho mùa này. Riêng trong hai đêm bán kết 6 và 7, cô được thay thế bởi Duy Hải vì lý do sức khỏe.

## Vòng loại sân khấu

### Tập 1 (1 tháng 1 năm 2016)
Trong tập 1 của vòng loại miền Bắc, các giám khảo khách mời là ca sĩ, nghệ sĩ ưu tú Thanh Lam thay thế cho nghệ sĩ Việt Hương và nghệ sĩ Chí Trung thay thế cho nghệ sĩ Trấn Thành.
| #  | Thí sinh                           | Thể loại           | Lựa chọn của giám khảo | Lựa chọn của giám khảo | Lựa chọn của giám khảo | Kết quả      |
| #  | Thí sinh                           | Thể loại           | Huy Tuấn               | Thanh Lam              | Chí Trung              | Kết quả      |
| -- | ---------------------------------- | ------------------ | ---------------------- | ---------------------- | ---------------------- | ------------ |
| 1  | Lê Việt Anh & Nguyễn Duy Anh       | Ảo thuật hài       |                        |                        |                        | Được đi tiếp |
| 2  | Lê Linh & Lê Tiến                  | Hát                |                        |                        |                        | Được đi tiếp |
| 3  | Nhóm múa Lý Thái Tổ                | Múa                |                        |                        |                        | Bị loại      |
| 4  | Nguyễn Đắc Đông                    | Đàn hát            |                        |                        |                        | Bị loại      |
| 5  | Hà Thị Hiền                        | Rap                |                        |                        |                        | Bị loại      |
| 6  | Lê Thanh Tùng                      | Hát                |                        |                        |                        | Bị loại      |
| 7  | Vương Trung Đức                    | Hát                |                        |                        |                        | Bị loại      |
| 8  | Nguyễn Công Triệu                  | Hát                |                        |                        |                        | Bị loại      |
| 9  | Nhóm Kèn nữ Kim nhạc               | Kèn                |                        |                        |                        | Được đi tiếp |
| 10 | Nguyễn Vân Anh                     | Múa bụng           |                        |                        |                        | Được đi tiếp |
| 11 | Hà Bảo Anh & Nguyễn My Anh         | Múa Đương đại      |                        |                        |                        | Vào bán kết  |
| 12 | Vũ Thị Nguyệt                      | Hài độc thoại      |                        |                        |                        | Bị loại      |
| 13 | Võ Hương Giang                     | Hát xẩm            |                        |                        |                        | Được đi tiếp |
| 14 | Đỗ Trung Lương                     | Đàn                |                        |                        |                        | Được đi tiếp |
| 15 | Nguyễn Mạnh Cường                  | Poping             |                        |                        |                        | Được đi tiếp |
| 16 | Phạm Tuấn Hải                      | Hài                |                        |                        |                        | Được đi tiếp |
| 17 | Nguyễn Tiến Mạnh                   | Xiếc               |                        |                        |                        | Được đi tiếp |
| 18 | Nguyễn Duy Khánh                   | Pha chế, xiếc      |                        |                        |                        | Được đi tiếp |
| 19 | Nguyễn Ngọc Hà My                  | Dancesport         |                        |                        |                        | Được đi tiếp |
| 20 | Nhóm Heaven                        | Hát Acoustic       |                        |                        |                        | Được đi tiếp |
| 21 | Nhóm Bar Times                     | Thể thao đường phố |                        |                        |                        | Được đi tiếp |
| 22 | Dương Hoài Nam                     | Ảo thuật           |                        |                        |                        | Được đi tiếp |
| 23 | Quang Trung & Hoàng Hải            | Dancesport         |                        |                        |                        | Được đi tiếp |
| 24 | Lê Trí Quang                       | Beatbox và vẽ      |                        |                        |                        | Được đi tiếp |
| 25 | Nguyễn Ngọc Hào                    | Tạo hình bong bóng |                        |                        |                        | Được đi tiếp |
| 26 | Phạm Bình Minh                     | Võ                 |                        |                        |                        | Được đi tiếp |
| 27 | Dàn hợp xướng Công giáo trẻ Hà Nội | Hợp xướng          |                        |                        |                        | Vào bán kết  |

### Tập 2 (8 tháng 1 năm 2016)
| #  | Thí sinh             | Thể loại      | Lựa chọn, nút bấm của Giám khảo | Lựa chọn, nút bấm của Giám khảo | Lựa chọn, nút bấm của Giám khảo | Kết quả      |
| #  | Thí sinh             | Thể loại      | Huy Tuấn                        | Việt Hương                      | Chí Trung                       | Kết quả      |
| -- | -------------------- | ------------- | ------------------------------- | ------------------------------- | ------------------------------- | ------------ |
| 1  | Nguyễn Ngọc Hà       | Hát chầu văn  |                                 |                                 |                                 | Được đi tiếp |
| 2  | Nguyễn Thành         | Hát           |                                 |                                 |                                 | Bị loại      |
| 3  | Trương Văn Hiến      | Cơ bắp 6 múi  |                                 |                                 |                                 | Bị loại      |
| 4  | Nhóm Acapella        | Hát           |                                 |                                 |                                 | Bị loại      |
| 5  | Nhóm Four Heart      | Hát           |                                 |                                 |                                 | Bị loại      |
| 6  | Nhóm Titanium        | Beatbox       |                                 |                                 |                                 | Bị loại      |
| 7  | Lê Hoàng Dương       | Hát           |                                 |                                 |                                 | Bị loại      |
| 8  | Nguyễn Ngọc Hải      | Popping       |                                 |                                 |                                 | Được đi tiếp |
| 9  | Nhóm Bún Chả         | Hát           |                                 |                                 |                                 | Bị loại      |
| 10 | Nguyễn Thanh Loan    | Hài độc thoại |                                 |                                 |                                 | Bị loại      |
| 11 | Đào Duy Ninh         | Hát           |                                 |                                 |                                 | Được đi tiếp |
| 12 | Hà Như Minh - Hà My  | Nhảy          |                                 |                                 |                                 | Được đi tiếp |
| 13 | Nguyễn Ngọc Hà Chi   | Hát           |                                 |                                 |                                 | Được đi tiếp |
| 14 | Nhóm Yoga Cười       | Yoga Cười     |                                 |                                 |                                 | Được đi tiếp |
| 15 | Cao Thanh Tùng       | Thổi sáo      |                                 |                                 |                                 | Bị loại      |
| 16 | Nhóm FCD             | Nhảy          |                                 |                                 |                                 | Được đi tiếp |
| 17 | Ella Walls           | Hát           |                                 |                                 |                                 | Được đi tiếp |
| 18 | Đặng Lê Thạch Thảo   | Hát           |                                 |                                 |                                 | Được đi tiếp |
| 19 | Trần Phương Nhi      | Nhảy          |                                 |                                 |                                 | Được đi tiếp |
| 20 | Lê Thị Bích Ngọc     | Nhảy          |                                 |                                 |                                 | Được đi tiếp |
| 21 | Nhóm Múa Hand Mine   | Múa tay sáng  |                                 |                                 |                                 | Được đi tiếp |
| 22 | Trịnh Tiến Đậu       | Popping       |                                 |                                 |                                 | Bị loại      |
| 23 | Kiến Văn - Quang Huy | Hát           |                                 |                                 |                                 | Vào bán kết  |

### Tập 3 (15 tháng 1 năm 2016)
Ở vòng loại phía Nam,giám khảo khách mới Băng Kiều thay cho giám khảo Việt Hương.
| #  | Thí sinh                 | Thể loại                | Lựa chọn, nút bấm của Giám khảo | Lựa chọn, nút bấm của Giám khảo | Lựa chọn, nút bấm của Giám khảo | Kết quả      |
| #  | Thí sinh                 | Thể loại                | Huy Tuấn                        | Bằng Kiều                       | Trấn Thành                      | Kết quả      |
| -- | ------------------------ | ----------------------- | ------------------------------- | ------------------------------- | ------------------------------- | ------------ |
| 1  | Mi Ngân                  | Đánh trống, hát         |                                 |                                 |                                 | Được đi tiếp |
| 2  | Nhóm Kẹo Dẻo             | Múa bụng                |                                 |                                 |                                 | Được đi tiếp |
| 3  | Lê Minh Tấn Trung        | Kungfu                  |                                 |                                 |                                 | Được đi tiếp |
| 4  | Huỳnh Bảo Nhi            | Hát cải lương           |                                 |                                 |                                 | Bị loại      |
| 5  | Nhóm P4                  | Hát & Biểu diễn nhạc cụ |                                 |                                 |                                 | Được đi tiếp |
| 6  | Nguyễn Ngọc Đức          | Popping                 |                                 |                                 |                                 | Được đi tiếp |
| 7  | Nhóm Trà Đá              | Nhạc kịch               |                                 |                                 |                                 | Được đi tiếp |
| 8  | Nhóm BCA                 | Múa dạ quang            |                                 |                                 |                                 | Được đi tiếp |
| 9  | Nguyễn Thị Ngọc Luân     | Diễn xuất               |                                 |                                 |                                 | Bị loại      |
| 10 | Nhóm Cheerleading        | Nhảy cổ động            |                                 |                                 |                                 | Được đi tiếp |
| 11 | Bùi Văn Lam, Bùi Đức Lợi | Ảo thuật                |                                 |                                 |                                 | Được đi tiếp |

### Tập 4 (22 tháng 1 năm 2016)
| #  | Thí sinh          | Thể loại          | Lựa chọn, nút bấm của Giám khảo | Lựa chọn, nút bấm của Giám khảo | Lựa chọn, nút bấm của Giám khảo | Kết quả      |
| #  | Thí sinh          | Thể loại          | Huy Tuấn                        | Bằng Kiều                       | Trấn Thành                      | Kết quả      |
| -- | ----------------- | ----------------- | ------------------------------- | ------------------------------- | ------------------------------- | ------------ |
| 1  | Nhóm Người Bí Ẩn  | Popping           |                                 |                                 |                                 | Được đi tiếp |
| 2  | Nguyễn Văn Chẵn   | Hát               |                                 |                                 |                                 | Bị loại      |
| 3  | Lê Phúc Thịnh     | Ảo thuật          |                                 |                                 |                                 | Được đi tiếp |
| 4  | Hồ Quốc Việt      | Hát chầu văn      |                                 |                                 |                                 | Được đi tiếp |
| 5  | Nhóm Oxy          | Nhảy              |                                 |                                 |                                 | Được đi tiếp |
| 6  | Nguyễn Văn Phúc   | Võ thuật mạo hiểm |                                 |                                 |                                 | Được đi tiếp |
| 7  | Trần Hữu Đạo      | Hát sẩm           |                                 |                                 |                                 | Bị loại      |
| 8  | Nguyễn Trọng Nhân | Đánh trống        |                                 |                                 |                                 | Vào bán kết  |
| 9  | Trần Yến Vi       | Múa bụng          |                                 |                                 |                                 | Bị loại      |
| 10 | Trần Nguyễn Huy   | Hát               |                                 |                                 |                                 | Bị loại      |
| 11 | Nguyễn Thanh Thúy | Hát               |                                 |                                 |                                 | Được đi tiếp |

### Tập 5 (29 tháng 1 năm 2016)
| #  | Thí sinh              | Thể loại                         | Lựa chọn, nút bấm của Giám khảo | Lựa chọn, nút bấm của Giám khảo | Lựa chọn, nút bấm của Giám khảo | Kết quả      |
| #  | Thí sinh              | Thể loại                         | Huy Tuấn                        | Bằng Kiều                       | Trấn Thành                      | Kết quả      |
| -- | --------------------- | -------------------------------- | ------------------------------- | ------------------------------- | ------------------------------- | ------------ |
| 1  | Phạm Đức Hiếu         | Hát rap                          |                                 |                                 |                                 | Bị loại      |
| 2  | Nhóm CC Kids          | Nhảy                             |                                 |                                 |                                 | Được đi tiếp |
| 3  | Nhóm HCYA             | Kịch và hát                      |                                 |                                 |                                 | Được đi tiếp |
| 4  | Nguyễn Trần Hoàng Bảo | Tiếng bụng                       |                                 |                                 |                                 | Được đi tiếp |
| 5  | Nhóm Sài Gòn xếp hình | Nhảy                             |                                 |                                 |                                 | Bị loại      |
| 6  | Nguyễn Bạch Mỹ Linh   | Hát                              |                                 |                                 |                                 | Được đi tiếp |
| 7  | Nguyễn Việt Hồ        | Phần thi nhái giọng các nhân vật |                                 |                                 |                                 | Được đi tiếp |
| 8  | Vũ Quốc Khánh         | Hát                              |                                 |                                 |                                 | Bị loại      |
| 9  | Nguyễn Minh Phương    | Ảo thuật                         |                                 |                                 |                                 | Được đi tiếp |
| 10 | Huỳnh Thị Thu Ngân    | Hát                              |                                 |                                 |                                 | Bị loại      |
| 11 | Nguyễn Chí Thiện      | Hát                              |                                 |                                 |                                 | Bị loại      |
| 12 | Phan Yến Nhi          | Hát                              |                                 |                                 |                                 | Bị loại      |
| 13 | Nguyễn Phước Lộc      | Hát                              |                                 |                                 |                                 | Bị loại      |
| 14 | Đặng Thị Phương Anh   | Opera                            |                                 |                                 |                                 | Vào bán kết  |

### Tập 6 (5 tháng 2 năm 2016)
| #  | Thí sinh                      | Thể loại             | Lựa chọn, nút bấm của Giám khảo | Lựa chọn, nút bấm của Giám khảo | Lựa chọn, nút bấm của Giám khảo | Kết quả      |
| #  | Thí sinh                      | Thể loại             | Huy Tuấn                        | Bằng Kiều                       | Trấn Thành                      | Kết quả      |
| -- | ----------------------------- | -------------------- | ------------------------------- | ------------------------------- | ------------------------------- | ------------ |
| 1  | Gaurav Sharma                 | Yoga                 |                                 |                                 |                                 | Được đi tiếp |
| 2  | Nhóm Gió                      | Múa bóng             |                                 |                                 |                                 | Được đi tiếp |
| 3  | Thái Tăng Khánh               | Hát                  |                                 |                                 |                                 | Bị loại      |
| 4  | Đặng Tấn Kha - Phan Tín Trung | Kịch - Hài độc thoại |                                 |                                 |                                 | Bị loại      |
| 5  | Nhóm Candy Crew               | Popping              |                                 |                                 |                                 | Vào bán kết  |
| 6  | Nguyễn Duy Khang              | Ảo thuật             |                                 |                                 |                                 | Được đi tiếp |
| 7  | Nguyễn Ngọc Quang             | Vẽ bóng              |                                 |                                 |                                 | Được đi tiếp |
| 8  | Lê Đình Cần                   | Hát                  |                                 |                                 |                                 | Được đi tiếp |
| 9  | Đặng Toàn Viên                | Nhảy                 |                                 |                                 |                                 | Bị loại      |
| 10 | Huỳnh Văn Toàn                | Hát giọng nữ         |                                 |                                 |                                 | Được đi tiếp |

### Tập 7 (26 tháng 2 năm 2016)
| #  | Thí sinh                          | Thể loại          | Lựa chọn, nút bấm của Giám khảo | Lựa chọn, nút bấm của Giám khảo | Lựa chọn, nút bấm của Giám khảo | Kết quả      |
| #  | Thí sinh                          | Thể loại          | Huy Tuấn                        | Bằng Kiều                       | Trấn Thành                      | Kết quả      |
| -- | --------------------------------- | ----------------- | ------------------------------- | ------------------------------- | ------------------------------- | ------------ |
| 1  | Nhóm 218                          | Nhảy đèn led      |                                 |                                 |                                 | Được đi tiếp |
| 2  | Lư Hoàng Phong - Trần Thị Mỹ Ngọc | Hài độc thoại     |                                 |                                 |                                 | Bị loại      |
| 3  | Juun Đăng Dũng                    | Hát               |                                 |                                 |                                 | Được đi tiếp |
| 4  | Hồ Nhựt Minh Khang                | Hát và đánh piano |                                 |                                 |                                 | Bị loại      |
| 5  | Lâm Thị Hoàng Ching               | Múa và vẽ         |                                 |                                 |                                 | Được đi tiếp |
| 6  | Cao Hoài Thương                   | Ảo Thuật          |                                 |                                 |                                 | Được đi tiếp |
| 7  | Phan Huỳnh Gia - Trịnh Trung Kiến | Beatbox           |                                 |                                 |                                 | Bị loại      |
| 8  | Công Phúc                         | Popping           |                                 |                                 |                                 | Được đi tiếp |
| 9  | Vương Bá Quân                     | Hát               |                                 |                                 |                                 | Bị loại      |
| 10 | Nhóm Hài Hoài Bảo                 | Hài độc thoại     |                                 |                                 |                                 | Bị loại      |
| 11 | Chu Văn Huân - Trần Mỹ Lệ         | Nhảy              |                                 |                                 |                                 | Được đi tiếp |

### Tập 8 (4 tháng 3 năm 2016)
Đây là vòng sơ tuyển cuối cùng.
| # | Thí sinh            | Thể loại  | Lựa chọn, nút bấm của Giám khảo | Lựa chọn, nút bấm của Giám khảo | Lựa chọn, nút bấm của Giám khảo | Kết quả      |
| # | Thí sinh            | Thể loại  | Huy Tuấn                        | Bằng Kiều                       | Trấn Thành                      | Kết quả      |
| - | ------------------- | --------- | ------------------------------- | ------------------------------- | ------------------------------- | ------------ |
| 1 | Phan Hân            | Hát       |                                 |                                 |                                 | Bị loại      |
| 2 | Hoàng Minh          | Ảo giác   |                                 |                                 |                                 | Được đi tiếp |
| 3 | Hoàng Kim Quỳnh Anh | Hát       |                                 |                                 |                                 | Được đi tiếp |
| 4 | Nhóm Cùi Bắp        | Beatbox   |                                 |                                 |                                 | Được đi tiếp |
| 5 | Jheniva Tacmo       | Hát       |                                 |                                 |                                 | Bị loại      |
| 6 | Thy Kiều            | Saxophone |                                 |                                 |                                 | Được đi tiếp |
| 7 | Lưu Đức Duy         | Pha chế   |                                 |                                 |                                 | Được đi tiếp |
| 8 | Lê Thị Phương Thảo  | Hát       |                                 |                                 |                                 | Được đi tiếp |

## Vòng bán kết
| Chú thích | Giám khảo chọn | Được bình chọn nhiều nhất, vào thẳng chung kết | Được giám khảo chọn vào chung kết | Không được chọn vào chung kết | Được khán giả cứu để vào vòng chung kết |

### Bán kết 1
- Phát sóng trực tiếp: 20h00 ngày 11/3/2016
- Nghệ sĩ khách mời: Hari Won

| Thứ tự biểu diễn | Biểu diễn          | Tiết mục        | Lựa chọn của giám khảo | Lựa chọn của giám khảo | Lựa chọn của giám khảo |
| Thứ tự biểu diễn | Biểu diễn          | Tiết mục        | Trấn Thành             | Việt Hương             | Huy Tuấn               |
| ---------------- | ------------------ | --------------- | ---------------------- | ---------------------- | ---------------------- |
| 1                | Mi Ngân            | Đánh trống, hát |                        |                        |                        |
| 2                | Nguyễn Minh Phương | Ảo thuật        |                        |                        |                        |
| 3                | Nhóm Thiên Đường   | Hát             |                        |                        |                        |
| 4                | Hà Bảo Anh         | Múa             |                        |                        |                        |
| 5                | Nhóm HCYA          | Kịch, hát       |                        |                        |                        |
| 6                | Văn Lam - Đức Lợi  | Ảo thuật        |                        |                        |                        |
| 7                | Nhóm Oxy           | Nhảy            |                        |                        |                        |

### Bán kết 2
- Phát sóng trực tiếp: 20h00 ngày 18/3/2016
- Nghệ sĩ khách mời: Huyền Trang

| Thứ tự biểu diễn | Biểu diễn         | Tiết mục        | Lựa chọn của giám khảo | Lựa chọn của giám khảo | Lựa chọn của giám khảo |
| Thứ tự biểu diễn | Biểu diễn         | Tiết mục        | Trấn Thành             | Việt Hương             | Huy Tuấn               |
| ---------------- | ----------------- | --------------- | ---------------------- | ---------------------- | ---------------------- |
| 1                | Gaurav Sharma     | Yoga            |                        |                        |                        |
| 2                | Võ Hương Giang    | Hát xẩm         |                        |                        |                        |
| 3                | Lê Đình Cần       | Hát             |                        |                        |                        |
| 4                | Nguyễn Ngọc Hà My | Sắc màu         |                        |                        |                        |
| 5                | Lê Tiến - Lê Linh | Hát chèo        |                        |                        |                        |
| 6                | Nguyễn Ngọc Quang | Vẽ đèn ánh sáng |                        |                        |                        |
| 7                | Nhóm CC Kids      | Nhảy            |                        |                        |                        |

### Bán kết 3
- Phát sóng trực tiếp: 20h00 ngày 25/3/2016
- Nghệ sĩ khách mời: Võ Hạ Trâm

| Thứ tự biểu diễn | Biểu diễn            | Tiết mục               | Lựa chọn của giám khảo | Lựa chọn của giám khảo | Lựa chọn của giám khảo |
| Thứ tự biểu diễn | Biểu diễn            | Tiết mục               | Trấn Thành             | Việt Hương             | Huy Tuấn               |
| ---------------- | -------------------- | ---------------------- | ---------------------- | ---------------------- | ---------------------- |
| 1                | Thanh Hà - Thanh Huy | Nhảy Giải Cứu Trái Đất |                        |                        |                        |
| 2                | Quang Huy - Kiến Văn | Hát                    |                        |                        |                        |
| 3                | Hoàng Bảo            | Nói tiếng bụng         |                        |                        |                        |
| 4                | Ngọc Đức             | Nhảy Popping           |                        |                        |                        |
| 5                | Nhóm Trà Đá          | Kịch                   |                        |                        |                        |
| 6                | Quỳnh Anh            | Hát đàu bầu            |                        |                        |                        |
| 7                | Nhóm 218             | Nhảy đèn led           |                        |                        |                        |

### Bán kết 4
- Phát sóng trực tiếp: 20h00 ngày 1/4/2016
- Nghệ sĩ khách mời: Trang Pháp

| Thứ tự biểu diễn | Biểu diễn                 | Tiết mục           | Lựa chọn của giám khảo | Lựa chọn của giám khảo | Lựa chọn của giám khảo |
| Thứ tự biểu diễn | Biểu diễn                 | Tiết mục           | Trấn Thành             | Việt Hương             | Huy Tuấn               |
| ---------------- | ------------------------- | ------------------ | ---------------------- | ---------------------- | ---------------------- |
| 1                | Bar Times                 | Thể thao đường phố |                        |                        |                        |
| 2                | Đỗ Trung Lương            | Đàn nguyệt         |                        |                        |                        |
| 3                | Chu Văn Huân - Trần Mỹ Lệ | Nhảy               |                        |                        |                        |
| 4                | Đào Duy Ninh              | Hát chầu văn       |                        |                        |                        |
| 5                | Phúc Thịnh                | Ảo thuật           |                        |                        |                        |
| 6                | Lê Thị Phương Thảo        | Hát                |                        |                        |                        |
| 7                | Nguyễn Trọng Nhân         | Đánh trống         |                        |                        |                        |

### Bán kết 5
- Phát sóng trực tiếp: 20h00 ngày 8/4/2016
- Nghệ sĩ khách mời: Hoàng Quyên

| Thứ tự biểu diễn | Biểu diễn                          | Tiết mục                | Lựa chọn của giám khảo | Lựa chọn của giám khảo | Lựa chọn của giám khảo |
| Thứ tự biểu diễn | Biểu diễn                          | Tiết mục                | Trấn Thành             | Việt Hương             | Huy Tuấn               |
| ---------------- | ---------------------------------- | ----------------------- | ---------------------- | ---------------------- | ---------------------- |
| 1                | Lê Thị Bích Ngọc                   | Nhảy                    |                        |                        |                        |
| 2                | Hoàng Minh                         | Ảo giác                 |                        |                        |                        |
| 3                | Nguyễn Ngọc Hải                    | Popping                 |                        |                        |                        |
| 4                | Mỹ Linh                            | Hát                     |                        |                        |                        |
| 5                | Nhóm P4                            | Hát & Biểu diễn nhạc cụ |                        |                        |                        |
| 6                | Anh Tú                             | Ảo thuật                |                        |                        |                        |
| 7                | Dàn hợp xướng Công giáo trẻ Hà Nội | Hợp xướng               |                        |                        |                        |

### Bán kết 6
- Phát sóng trực tiếp: 20h00 ngày 15/4/2016
- Nghệ sĩ khách mời: Don Nguyễn

| Thứ tự biểu diễn | Biểu diễn                              | Tiết mục      | Lựa chọn của giám khảo | Lựa chọn của giám khảo | Lựa chọn của giám khảo |
| Thứ tự biểu diễn | Biểu diễn                              | Tiết mục      | Trấn Thành             | Việt Hương             | Huy Tuấn               |
| ---------------- | -------------------------------------- | ------------- | ---------------------- | ---------------------- | ---------------------- |
| 1                | Nhóm BCA                               | Múa dạ quang  |                        |                        |                        |
| 2                | Juun Đăng Dũng                         | Hát           |                        |                        |                        |
| 3                | Xuân Hiếu - Thái Vũ (Nhóm Candy Crew)* | Popping       |                        |                        |                        |
| 4                | Thy Kiều*                              | Saxophone     |                        |                        |                        |
| 5                | Thanh Tâm                              | Hát           |                        |                        |                        |
| 6                | Nguyễn Duy Khánh                       | Pha chế, xiếc |                        |                        |                        |
| 7                | Hà Như Minh - Hà My                    | Nhảy          |                        |                        |                        |

(*) Cả hai nhóm Xuân Hiếu - Thái Vũ và Thy Kiều đều đi tiếp với sự đồng ý của giám khảo.

### Bán kết 7
- Phát sóng trực tiếp: 20h00 ngày 22/4/2016
- Nghệ sĩ khách mời: Nhóm Divo (Băng Di, BB Trần, Huỳnh Mến), Hoàng Yến Chibi

| Thứ tự biểu diễn | Biểu diễn          | Tiết mục          | Lựa chọn của giám khảo | Lựa chọn của giám khảo | Lựa chọn của giám khảo |
| Thứ tự biểu diễn | Biểu diễn          | Tiết mục          | Trấn Thành             | Việt Hương             | Huy Tuấn               |
| ---------------- | ------------------ | ----------------- | ---------------------- | ---------------------- | ---------------------- |
| 1                | Lê Trung           | Kumgfu            |                        |                        |                        |
| 2                | Thanh Thúy         | Hát               |                        |                        |                        |
| 3                | Quốc Bảo - Phú Lâm | Beatbox - Popping |                        |                        |                        |
| 4                | Phương Anh         | Opera             |                        |                        |                        |
| 5                | Phong Hải          | Beatbox           |                        |                        |                        |
| 6                | Duy Anh            | Ảo Thuật          |                        |                        |                        |
| 7                | Nhóm Gió           | Múa Bóng          |                        |                        |                        |

### Cứu thí sinh
| Biểu diễn         | Tiết mục           | Kết quả  |
| ----------------- | ------------------ | -------- |
| Gaurav Sharma     | Yoga               | Bị loại  |
| Nguyễn Ngọc Quang | Vẽ đèn ánh sáng    | Bị loại  |
| Bar Times         | Thể thao đường phố | Bị loại  |
| Phúc Thịnh        | Ảo thuật           | Được cứu |
| Thanh Thúy        | Hát                | Bị loại  |

## Chung kết
| Chú thích | Giám khảo chọn | Được giám khảo chọn vào top 4 | Được bình chọn nhiều nhất, vào thẳng top 4 | Không được chọn vào top 4 |

### Chung kết 1
- Phát sóng trục tiếp: 20h00 ngày 29 tháng 4 năm 2016

| Thứ tự biểu diễn | Biểu diễn                             | Tiết mục    | Lựa chọn của giám khảo | Lựa chọn của giám khảo | Lựa chọn của giám khảo |
| Thứ tự biểu diễn | Biểu diễn                             | Tiết mục    | Trấn Thành             | Việt Hương             | Huy Tuấn               |
| ---------------- | ------------------------------------- | ----------- | ---------------------- | ---------------------- | ---------------------- |
| 1                | Dàn hợp xướng Công giáo trẻ Hà Nội    | Hợp xướng   |                        |                        |                        |
| 2                | Quỳnh Anh                             | Hát đàu bầu |                        |                        |                        |
| 3                | Xuân Hiếu - Thái Vũ (Nhóm Candy Crew) | Popping     |                        |                        |                        |
| 4                | Nguyễn Trọng Nhân                     | Đánh trống  |                        |                        |                        |
| 5                | Nguyễn Ngọc Hải                       | Popping     |                        |                        |                        |
| 6                | Nhóm Thiên Đường                      | Hát         |                        |                        |                        |
| 7                | Văn Lam - Đức Lợi                     | Ảo thuật    |                        |                        |                        |
| 8                | Võ Hương Giang                        | Hát xẩm     |                        |                        |                        |

### Chung kết 2
- Phát sóng trực tiếp: 20h00 ngày 6 tháng 5 năm 2016

| Thứ tự biểu diễn | Biểu diễn           | Tiết mục     | Lựa chọn của giám khảo | Lựa chọn của giám khảo | Lựa chọn của giám khảo |
| Thứ tự biểu diễn | Biểu diễn           | Tiết mục     | Trấn Thành             | Việt Hương             | Huy Tuấn               |
| ---------------- | ------------------- | ------------ | ---------------------- | ---------------------- | ---------------------- |
| 1                | Nguyễn Ngọc Hà My   | Sắc màu      |                        |                        |                        |
| 2                | Thy Kiều            | Saxophone    |                        |                        |                        |
| 3                | Phúc Thịnh          | Ảo thuật     |                        |                        |                        |
| 4                | Nhóm Gió            | Múa bóng     |                        |                        |                        |
| 5                | Phong Hải           | Beatbox      |                        |                        |                        |
| 6                | Đỗ Trung Lương      | Đàn nguyệt   |                        |                        |                        |
| 7                | Hà Như Minh - Hà My | Nhảy         |                        |                        |                        |
| 8                | Nhóm 218            | Nhảy đèn led |                        |                        |                        |

## Gala trao giải
- Phát sóng trực tiếp: 20h00 ngày 13 tháng 5 năm 2016
- Khách mời: Vũ Cát Tường, Nhóm 4 Chị Em, Trọng Hiếu

| Thứ tự biểu diễn | Biểu diễn   | Tiết mục   | Kết quả chung cuộc |
| ---------------- | ----------- | ---------- | ------------------ |
| 1                | Trọng Nhân  | Đánh trống | Quán quân          |
| 2                | Nhóm 218    | Đèn led    | Đồng hạng ba       |
| 3                | Trung Lương | Đàn nguyệt | Á quân             |
| 4                | Quỳnh Anh   | Hát        | Đồng hạng ba       |

## Tranh cãi

### Sự cố lọt tiếng chửi thề
Trong đêm bán kết 1 của mùa 4 trực tiếp tối 11 tháng 3 năm 2016, để lọt một giọng nam chửi thề vào thời điểm hình hiệu chương trình được phát, trước khi chuyển qua quảng cáo. Nội dung của câu nói này là "Làm ăn thế này giết người" kèm một từ thô tục ở cuối.

### Trấn Thành đọc nhầm từ nhạy cảm
Trong đêm bán kết 5 của mùa 4 được truyền hình trực tiếp tối 8 tháng 4 năm 2016, khi được MC Diệp Lâm Anh mời lựa chọn đội đi tiếp, Trấn Thành đọc nhầm từ "dàn nhạc giao hưởng hợp xướng" thành một cụm từ mang ý nghĩa khá nhạy cảm: "giao hợp hưởng xướng". Sau khi phát hiện mình nói sai, Trấn Thành hốt hoảng sửa lại câu nói của mình đến 2 lần và vui vẻ "đổ lỗi" vì nhóm thí sinh này khiến cho anh bối rối.